# Huize Hertog-Hendrik
Huize Hertog-Hendrik aan de Hertog Hendriklaan 7 is een gemeentelijk monument in Baarn in de provincie Utrecht. Het huis staat in het Wilhelminapark dat onderdeel is van  rijksbeschermd dorpsgezicht Prins Hendrikpark e.o..

## Oorsprong
De villa, oorspronkelijk genaamd villa Maria, is in 1912 gebouwd in opdracht van de Algemene Maatschappij tot Exploitatie van Onroerend Goed. De villa is ontworpen door L.A. van Essen.
Huize Hertog Hendrik heeft als bijzonderheid een 'hall' met haard. Tegen de rechtergevel is een serre gebouwd met glas-in-lood bovenlichten.De villa heeft een halfronde oprijlaan welke beide op de Hertog Hendriklaan uitkomen.